# Шохмансур (район)
Район Шохмансур (тадж. Ноҳияи Шоҳмансур)— это один из административных районов города Душанбе, столицы Таджикистана. Район расположен на северо-востоке города и ранее назывался Железнодорожным районом. Площадь района составляет 27,9 км², а население, по данным 2019 года, оценивается в 162 600 человек.
Председателем района Шохмансур является Билол Иброхим.

## История
Район получил свое текущее название в честь саманидского эмира Мансура I. Название «Шохмансур» связано с терминами «Шох» (шах) — что переводится как «царь» или «правитель», и «Мансур» — что означает «победитель» или «защитник». Это название отражает историческое и культурное наследие района.
Шохмансурский район получил свое название в честь Мансура I, правившего в IX веке и являвшегося выдающимся представителем саманидской династии, которая в свое время играла важную роль в развитии культуры и ислама на территории современного Таджикистана.
В Шохмансуре можно найти разнообразные культурные и исторические объекты, отражающие богатое наследие Таджикистана. В районе также располагаются объекты инфраструктуры, образовательные учреждения и торговые центры, делая его важным и жизненным районом в городе Душанбе.